# The Left Hand of God
The Left Hand of God (en España, La mano izquierda de Dios; en Argentina, Del destino nadie huye) es una película estadounidense de 1955 basada en la novela homónima de 1951, escrita por William Edmund Barrett. 
La película fue dirigida por Edward Dmytryk, y contó con la actuación de Humphrey Bogart, Gene Tierney, Lee J. Cobb, Agnes Moorehead y E. G. Marshall.

## Argumento
Jim Carmody (Humphrey Bogart) es un piloto estadounidense durante la Segunda Guerra Mundial. Es derribado en China y rescatado por el señor de la guerra, el general Yang (Lee J. Cobb), del que llega a ser el consejero de más confianza. Pero un día, uno de los soldados del general Yang mata a un sacerdote, el padre O'Shea (Richard H. Cutting), y Carmody decide dejar las tropas del general Yang y abandona el lugar simulando ser el padre O'Shea.
Huyendo por las montañas, llega a una remota aldea donde viven los misioneros Beryl (Agnes Moorehead) y David Sigman (E.G. Marshall), y la enfermera Anne Scott (Gene Tierney). Simulando ser un sacerdote, no puede evitar enamorarse de la enfermera. Ella a su vez se siente desorientada al verse atraída por él. Para terminar con su juego, Carmody decide escribirle al obispo de la región y confesarle que es un impostor. Un día, llega a la aldea el general Yang, y al reconocer a Carmody, le ordena regresar con él; en caso contrario quemará la aldea. Carmody le propone resolver la situación con un juego de dados.

## Reparto
- Humphrey Bogart: James Carmody]], piloto.
- Gene Tierney: Anne Scott, enfermera.
- Lee J. Cobb: General Mieh Yang.
- Agnes Moorehead: Beryl Sigman, misionera.
- E. G. Marshall: Dr. David Sigman, misionero.
- Jean Porter: Mary Yin.
- Carl Benton Reid: Padre Cornelius.
- Victor Sen Yung: John Wong.
- Philip Ahn: Jan Teng.
- Benson Fong: Chun Tien.
- Richard H. Cutting: Padre O'Shea.